# Аеропорт Гамбург (станція)
Аеропорт Гамбург (нім. Bahnhof Hamburg Airport (Flughafen)) — станція на лінії S1 міської залізниці Гамбурга, що обслуговує аеропорт Гамбурга у кварталі Фульсбюттель на північному сході міста.
Станція була відкрита у 2008 році.
Згідно з S-Bahn Hamburg GmbH — власником і оператором S-Bahn — близько 13 500 пасажирів щодня користувалися послугою у 2009 році
,
а до 2013 року цей показник збільшився до 20 000 пасажирів на день.

## Сервіс
Вдень станція обслуговується з десятихвилинним інтервалом, рано вранці та ввечері станція обслуговується що двадцять хвилин.
Час у дорозі між аеропортом і станцією Гамбург-Головний становить приблизно 25 хвилин.
У будні дні перший поїзд прибуває в аеропорт приблизно о 4:30, а останній поїзд, який прямує до Гамбург-Головний, вирушає незадовго до півночі, охоплюючи весь час роботи аеропорту.
Оскільки аеропорт не працює вночі, нічні поїздки на S-Bahn відсутні.
Зазвичай аеропорт обслуговують поїзди з трьох вагонів.
Шестивагонні поїзди, що складаються з двох по трьох вагонів EMU, що прямують із Гамбург-Головний, розділяються на станції Ольсдорф: перші три вагони прямують до аеропорту, а останні три вагони прямують до Поппенбюттеля.
До відкриття станції доступ громадського транспорту до аеропорту був обмежений стандартними автобусними послугами та експрес-автобусом між Гамбург-Головний, станцією Ольсдорф і аеропортом, за який вимагалася додаткова плата.
Проте через кілька місяців після урочистого відкриття служби S-Bahn експрес-автобусне сполучення було остаточно припинено.